# Spoorlijn La Baule-Escoublac - Guérande
De spoorlijn La Baule-Escoublac - Guérande was een Franse spoorlijn van La Baule-Escoublac naar Guérande. De lijn was 6,0 km lang en heeft als lijnnummer 517 000.

## Geschiedenis
De lijn werd geopend door de Administration des chemins de fer de l'État op 11 mei 1879. In 1883 werd de concessie overgedragen aan de Compagnie du chemin de fer de Paris à Orléans. In 1927 werd de insluiting in La Baule verlegd naar het noorden.
Reizigersverkeer werd opgeheven op 22 mei 1955, goederenvervoer was er tot 1981. Daarna is de lijn opgebroken.

## Aansluitingen
In de volgende plaats was er een aansluiting op de volgende spoorlijn:
La Baule-Escoublac
RFN 516 000, spoorlijn tussen Saint-Nazaire en Le Croisic